# کورش شیشه‌گران
کوروش شیشه‌گران (زادهٔ ۲۴ دی ۱۳۲۴) نقاش، طراح و گرافیست اهل ایران است.

## زندگی
او دانش‌آموختهٔ هنرستان هنرهای زیبای پسران تهران (۱۳۴۶) و دانشکدهٔ هنرهای تزئینی دانشگاه هنر تهران (۱۳۵۲) در رشتهٔ معماری داخلی است.
آثار این هنرمند در قالب نمایشگاه‌های گروهی و انفرادی بسیار و نیز در دوسالانه‌های داخلی و خارجی از جمله دوسالانه جهانی چین به نمایش درآمده‌اند.
شیشه‌گران دریافت تقدیرنامه از سازمان ملل متحد به‌خاطر طراحی پوستر صلح در لبنان، کسب مقام نخست مسابقه هزارهٔ جهانی نقاشی در ایران و تقدیر هیئت داوران در نخستین دوسالانهٔ بین‌المللی نقاشی جهان اسلام را در کارنامهٔ خود دارد.
جواد مجابی منتقد و کارشناس هنر، دربارهٔ آثار کوروش شیشه‌گران گفته است: «پرده‌های نقاشی کوروش شیشه‌گران، در فاصلهٔ موسیقی و معماری ایستاده است؛ بی‌آنکه وامدار یا هم‌ذات این دو رسانه باشد. چرخش‌های دوارانگیز خط‌های رنگین غالباً سیاه، قرمز، آبی- که با شتابی هیجانی، کلافی کور را بر متنی ملایم ترسیم می‌کند؛ همچون قطعه‌ای از موسیقی الکترونیک، تعبیرهای گوناگون سیالی می‌پذیرند؛ چیزی را می‌گویند و نمی‌گویند، می‌سازند و نمی‌سازند در فاصله هیچ و همه بازیگرانه پیچ و تابی دارند.»